# نادي سميل
نادي سميل الرياضي هو فريق كرة قدم عراقي مقره في سميل، دهوك، يلعب في الدوري العراقي الدرجة الثانية. والدوري الكردستاني الممتاز.

## التاريخ الإداري
- مريان ميهايل (2012–2013)
- حازم صالح (2013–2014)[4]

## روابط خارجية
- نادي سميل على Goalzz.com
- أندية العراق - تواريخ التأسيس